# John Berg
Statsrådet med detta namn, se John Berg (politiker)

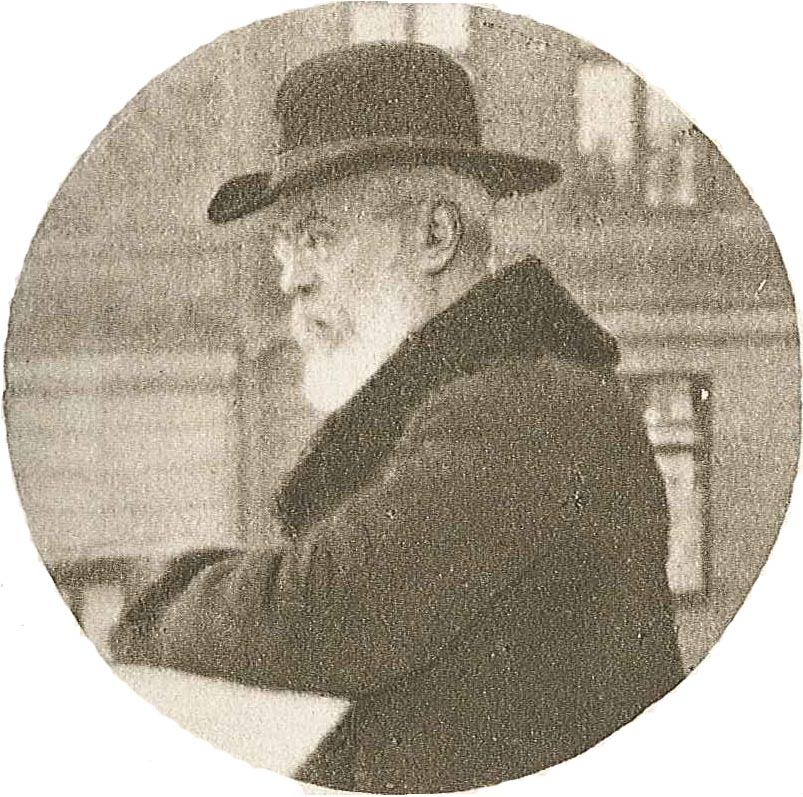
John Berg uppvaktades av studentkåren vid Karolinska institutet på sin 65-årsdag 1916.

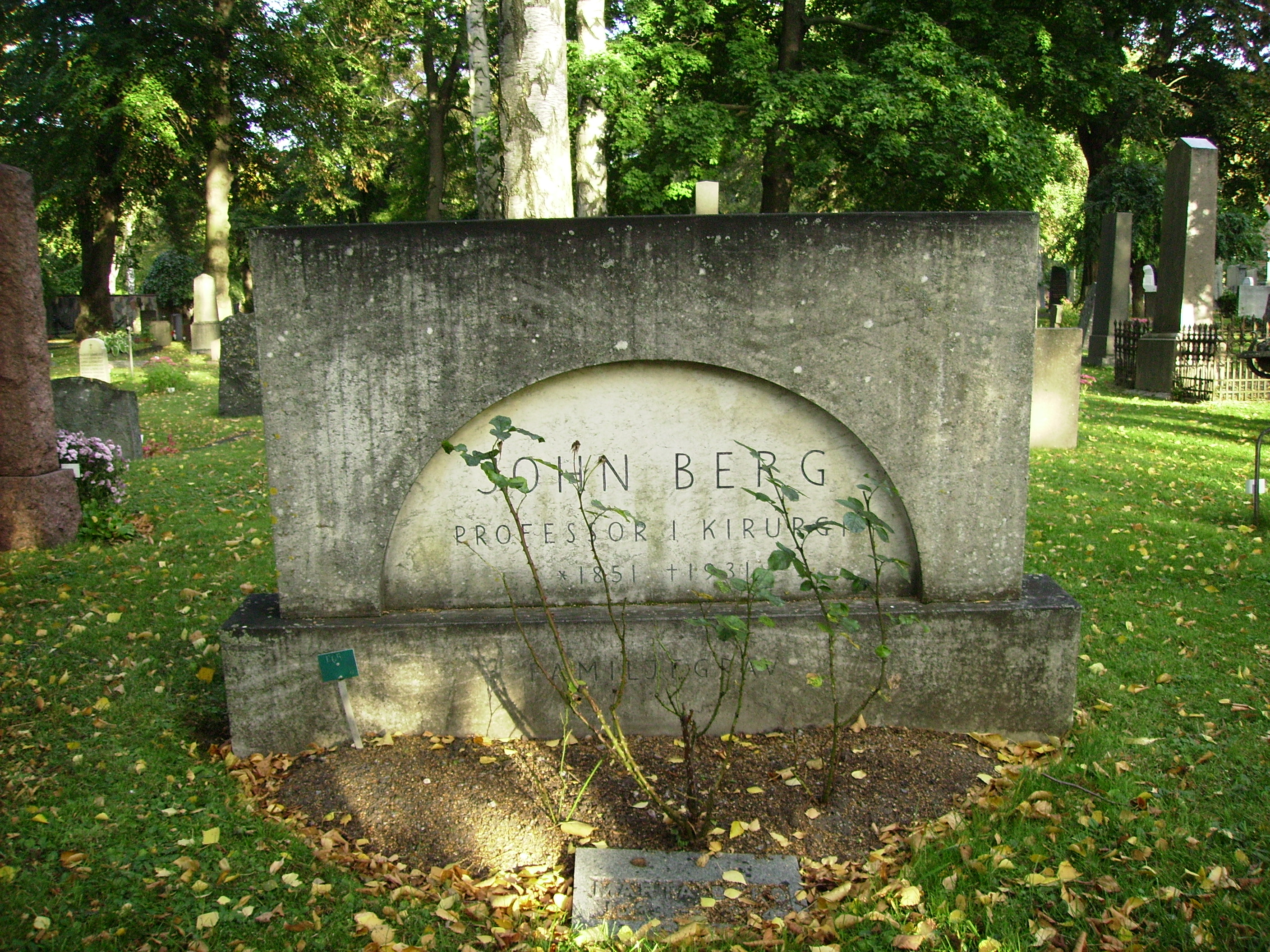
John Bergs gravvård på Solna kyrkogård.

Johan (John) Vilhelm Berg (kallad "fader Berg"), född den 2 mars 1851 i Stockholm, död den 21 augusti 1931  i Stockholm, var en svensk läkare och professor. Han var son till Fredrik Theodor Berg, bror till Rudolf Fredrik Berg och gift med Marie-Louise Berg. I stadsdelen Stadshagen på Kungsholmen (Stockholm) är John Bergs plan uppkallat efter honom.

## Utbildning och akademisk karriär
Berg blev 1869 student vid Uppsala universitet, där han 1874 blev medicine kandidat. Efter att 1878 blivit medicine licentiat vid Karolinska institutet samt 1878–1879 tjänstgjort som amanuens, kallades han 1881 till docent i kirurgi där och promoverades samma år till medicine doktor i Uppsala, efter att ha försvarat avhandlingen Studier öfver tungkräftan och dess behandling.

## Medicinsk karriär
Åren 1880–1885 tjänstgjorde han som biträdande läkare vid ortopediska institutet. År 1885 utnämndes han till e.o. professor i kirurgi vid Karolinska institutet och biträdande överkirurg vid Serafimerlasarettet och innehade 1885–1892 därjämte platsen som överläkare vid Kronprinsessan Lovisas vårdanstalt för sjuka barn. Åren 1893–1916 var han ordinarie professor i kirurgi vid Karolinska institutet och överkirurg vid Serafimerlasarettet och chef för dess ekonomi och förvaltning. Åren 1914–1919 var han ledamot av Medicinalstyrelsens vetenskapliga råd, 1917–1920 inspektör för vanföreanstalterna och 1918–1919 ordförande bland sakkunniga för utredning rörande den medicinska undervisningen. Berg verkade även energiskt för tillkomsten av ett röntgeninstitut och Radiumhemmet. Årligen efter sitt tillträde till professuren utgav han Rapport från Kungl. Serafimerlasarettet och blev 1901 redaktör för den kirurgiska avdelningen av "Nordiskt medicinskt arkiv".

## Ledamotskap
John Berg blev 1901 ledamot av Vetenskapsakademien. Han blev medicine hedersdoktor vid Kristiania universitet 1910, hedersledamot av Svenska Läkaresällskapet 1911 och ledamot av Krigsvetenskapsakademien 1915 samt hedersledamot av Medicinsk selskab i Köpenhamn 1922.

### Uppsatser iHygiea
- Fall af struma colloides; extirpation; helsa (1882)
- Om nervsträckning (1883)
- Om strumaextirpation (1884)
- Fall af cancer oesophagi; oesophagostomia (1885)
- Om lefverresektion (1893)
- Om ureterens behandling vid operation för njurtuberkulos (1899)

### Uppsatser iNordiskt medicinskt arkiv
- Fall af hårsvulst; gastrotomi; hälsa (1887)
- Bidrag till kännedomen om sjukdomarna i näsans bihålor samt till läran om cerebrospinalvätskas flytning ur näsan (1889)
- Om den s.k. osleo-periostitis albuminosa v. serosa (1892)
- Bidrag till den operativa behandlingen af ectopia vesicæ (1893)
- Om den moderna hjernkirurgien (installationsförelåsning 1893)
- Om refbenskondrit (1895), Om den kirurgiska behandlingen af ulcus ventriculi (1898)
- Ueber die Bedeutung des einfachen gethierschten Hautlambeaus in der plastischen Chirurgie (1901)

### Förhandlingar vid 5:e Allmänna svenska läkarmötet i Stockholm
- Om trigeminus-nevralgiernas operativa behandling (1891)

### Förhandlingar vid 6:e Allmänna svenska läkarmötet
- Om den kirurgiska tuberkulosens behandling (1892)

### Acta chirurgica scandinavica
- Studien über die Funktion der Gallenwege unter normalen und gewissen abnormen Verhältnissen (1922)

### Övrigt
- Carl Gustaf Santesson. Minnesteckning (1917)